# Надгробни споменик Алемпију Кнежевићу (†1855) у Богданици
Надгробни споменик Алемпију Кнежевићу (†1855) у Богданици (општина Горњи Милановац) доминира на сеоском гробљу својом величином, позицијом и обрадом. Подигли су га Василије Васо Кнежевић, трговац стоком и сестра Јелена брату Алемпију који је преминуо у 23. години. Споменик представља драгоцен извор података за проучавање споменичког наслеђа и патријархалних односа у Србији половином 19. века.

## Опис споменика
Надгробник је облика стуба, димензија 166х46х19 cm. Исклесан је од жућкастог пешчара. У врху источне стране уклесан је умножени крст на постољу, док је на средини стуба приказан лик покојника са фесом на глави. Бочне стране стуба су празне, док је на полеђини исписан дужи текст епитафа. 

### Стање споменика
Споменик је релативно добро очуван, али са бројним ситнијим оштећењима који прете да се површина сипког пешчара оспе. У горњем делу прекривен је знатним наслагама лишаја.

## Епитаф
Текст уклесан читким словима предвуковског писма гласи:
ОВДЕ ПОЧİВАЮ КОСТИ РАБА БОЖİЈЕГ
АЛЕНПİЯ КНЕЖЕВИЋА ИЗЪ БОГДАНİЦЕ
ПОЖИВИ 23. ГОД А ПРЕСТАВİСЕ
17 МАРТА 1855. Л:
ОВАИ ГОРЕ ИЗЛОЖЕНİИ СПОМЕН ПОДИЖЕМУ
ВАСО КНЕЖЕВИЋ МАРВЕНОКУПАЦЪ
БРАТЬ НЪЕГОВ И СЕСТРА ЕЛЕНА
1856. Г: